# 双羟甲脲
双羟甲脲（全称：1,3-双羟甲基脲，Bis(hydroxymethyl)urea）是一种有机化合物，结构简式O=C(NHCH2OH)2，常温常压下为白色固体，易溶于水，是合成尿素甲醛樹脂的中间体，可由过量甲醛与尿素反应形成。